# West-Ratekau
West-Ratekau war eine Gemeinde im oldenburgischen Fürstentum Lübeck im Amt Schwartau (im heutigen Kreis Ostholstein in Schleswig-Holstein).
Die Gemeinde West-Ratekau entstand am 1. November 1856 im Rahmen der Einführung einer neuen Gemeindeordnung für das Großherzogtum Oldenburg und umfasste die Dörfer Sereetz, Ratekau, Pansdorf,  Groß Timmendorf, Klein Timmendorf, Hobbersdorf, Hemmelsdorf, Rohlsdorf, Ruppersdorf, Techau und Luschendorf.
Der Sitz der Verwaltung der Gemeinde West-Ratekau war Pansdorf.
Am 1. Dezember 1910 hatte die Gemeinde West-Ratekau 3.574 Einwohner.
Im Jahr 1934 wurde die Gemeinde West-Ratekau aufgrund des oldenburgischen Vereinfachungsgesetzes mit der Gemeinde Ost-Ratekau zur Gemeinde Ratekau zusammengelegt.